# Miles O'Brien
Miles Edward O'Brien je fiktivní postava v televizních sci-fi seriálech Star Trek: Nová generace a Star Trek: Stanice Deep Space Nine.
Miles O'Brien se narodil v Irsku na Zemi v roce 2328. Po službě u Hvězdné flotily během Cardasijsko-Federační války byl umístěn na hvězdnou loď USS Enterprise-D, kde sloužil několik let jako velitel přepravy. Později využil příležitost a byl převelen na stanici Deep Space Nine, kde sloužil jako velitel operačního oddělení. S manželkou Keiko mají dvě děti jménem Molly a Kirayoshi. Po skončení války s Dominionem přijal O'Brien pozici učitele na Akademii Hvězdné flotily na Zemi.